# Thomisus ludhianaensis
Thomisus ludhianaensis är en spindelart som beskrevs av Gorti Raghawa Raghava Kumari och Mittal 1997. Thomisus ludhianaensis ingår i släktet Thomisus och familjen krabbspindlar. Inga underarter finns listade i Catalogue of Life.